# Wilhelm Müller-Erzbach
 Wilhelm Müller-Erzbach, auch Wilhelm Erzbach (* 23. Januar 1839 in Hilchenbach; † 22. November 1914 in Frankfurt am Main) war ein deutscher Naturwissenschaftler und Gymnasiallehrer.  

## Biografie
Müller studierte nach dem Abitur Mathematik und Naturwissenschaften an der
Universität Göttingen und der Universität Berlin. Er promovierte 1861 zum Dr. phil. Ab 1862 war er Lehrer und Oberlehrer für Mathematik und Naturwissenschaften am Realgymnasium in Perleberg. Seit dem 1. Oktober 1876 unterrichtete er an der Handelsschule in Bremen. Von 1880 bis 1884 war er Mitglied der Bremischen Bürgerschaft. 1887 wurde er Schriftführer, dann 1895 2. Vorsitzender und von 1901 bis 1903 Vorsitzender des Naturwissenschaftlichen Vereins in Bremen. Ab 1893 unterrichtete er am Alten Gymnasium in Bremen und er wurde zum Professor ernannt. Als er 1904 in den Ruhestand trat, siedelte er nach Frankfurt am Main über.

## Schriften
- Ab 1864 veröffentlichte er Beiträge zur anorganischen, analytischen und physiologischen Chemie sowie Arbeiten über Absorption und zur physikalischen Chemie unter anderem in Poggendorfs Annalen und in Westermanns Monatsheften.
- Seine Aufgabensammlung für Schulen zur Physik erschienen in drei Auflagen.
- Von der Uebereinstimmung der chemischen Verwandtschaft mit allgemeiner Massenanziehung. In: Programm der Hauptschule zu Bremen  1879. Digitalisat.
- Das Gesetz der Abnahme der Absorptionskraft bei zunehmender Entfernung. In: Annalen der Physik und Chemie NF 28, 1886, S. 684ff.